# Біхнєр Євгеній Олександрович
Біхнєр Євгеній Олександрович (20 березня (1 квітня) 1861—1913) — російський зоолог німецького походження.

## Біографія
Народився в Санкт-Петербурзі. З 1879 по 1883 рік вчився в Санкт-Петербурзькому університеті. З 1883 року був науковим керівником Зоологічного музею при Академії наук. В 1913 році покінчив життя самогубством.

## Наукова діяльність
Його робота «Птахи Санкт-Петербурзької губернії» є актуальною донині.
Біхнєр брав активну участь в організації доставки коней Пржевальського до Європи. Навесні 1899 року він зустрів в Бійську 5 кобилиць і 2 гібридних лошат і з великими труднощами доправив їх до Асканії-Нови. Це були перші коні Пржевальського в Європі.
Важливим досягненням Біхнєра була наукова обробка результатів експедиції Миколи Пржевальського, зокрема, зібраної колекції ссавців. Підсумки роботи публікувалися окремими випусками (загалом з 1888 по 1894 їх було п'ять). Було описано багато видів ссавців.

### Описані Біхнєром види ссавців
- Дзерен Пржевальського (Procapra przewalskii)
- Степовий леммінг Пржевальського (Eolagurus przewalskii)
- Піщанка Пржевальського (Brachiones przewalskii)
- Сіра монгольська нориця (Lasiopodomys fuscus)
- Шапарка приозерна (Microtus limnophilus)
- Полівка велика (Microtus fortis)
- Мишівка китайська (Sicista concolor)
- Ховрах алашанський (Spermophilus alashanicus)
- Пискуха червоновуха (Ochotona erythrotis)
- Пискуха Козлова (Ochotona koslowi)

### Праці Біхнєра
- Beiträge zur Ornithologie des St.-Petersburger Gouvernements. // Beiträge zur Kenntniss des Russ. Reichs, 2 Folge, Bd. IV, 1881, совместно с Ф. Д. Плеске.
- Птицы Санкт-Петербургской губернии. // Тр. СПб. общ. ест., т. XIV, 1884 г.
- Die Vögel des St. Petersburger Gouvernements. // Beit. zur Kennt. des Russ. Reichs", 3 Folge, Bd. II.
- Zur Geschichte der Kaukasischen Ture (Capra caucasica Güld. und Capra cylindrikornes Blyth.) // Mémoires de l'Académie de St.-Petersbourg, 1887 г.
- Ueber das Fehlen des Eichhörnchens im Kaukasus. // Bull. de l'Acad. sc. de S.-Petersbourg. Nouv. ser. I, 1889;
- Die Säugethiers des Ganssu-Expedition (1884—1887) // Bull. de l'Acad. Sc. de St.-Pétersbourg, Nouv. ser. II (1890).
- Научные результаты путешествия Н. М. Пржевальского по Центральной Азии. Отдел Зоологический", том I. Млекопитающие. Вып. 1—4, 1888—1890.
- Млекопитающие, изд. Брокгауз-Ефрон. 1906.